# Гигантское копьё (операция)
Операция «Гигантское копьё» (англ. Operation Giant Lance) — секретная военная операция, проведённая США в октябре 1969 года, угрожавшая Советскому Союзу ядерным ударом. Приказ по началу операции был отдан президентом США Ричардом Никсоном 10 октября. В ходе операции в боевую готовность были приведены 18 бомбардировщиков Boeing B-52 Stratofortress, вооружённых ядерным оружием. Эскадрилья поднялась в воздух 27 октября. Никсон отменил операцию 30 октября.
Операция была частью т. н. «стратегии безумца», проводившейся Никсоном. Целью её было убедить северовьетнамцев и СССР, что президент Никсон иррационально настроен против коммунизма и пойдет на всё — даже на начало мировой ядерной войны — чтобы не допустить поражения во Вьетнаме. Предполагалось, что страх подобного исхода заставит правительство СССР прекратить поддержку Северного Вьетнама.